# سکون د لا روسا
سِـکون دِ لا روسا (اسپانیایی: Secun de la Rosa‎؛ زادهٔ ۲۳ دسامبر ۱۹۶۹) مؤلف، کارگردان نمایش، بازیگر و کمدین اهل اسپانیا است.
از فیلم‌ها یا برنامه‌های تلویزیونی که وی در آن نقش داشته‌است، می‌توان به شب پادشاهان، چندی بعد، جادوگران سوگاراموردی، قاطر، ۳۰ سکه، بار، جنبه دیگر همبستر شدن، سوئیس کوچک و ۱۳ گل رز اشاره کرد.